# Рокпорт (Кентаки)
Рокпорт (енгл. Rockport) град је у америчкој савезној држави Кентаки.

## Демографија
По попису из 2010. године број становника је 266, што је 68 (-20,4%) становника мање него 2000. године.
| Група             | 2000.       | 2010.       |
| Белци             | 332 (99,4%) | 263 (98,9%) |
| Афроамериканци    | 0 (0,0%)    | 0 (0,0%)    |
| Азијати           | 0 (0,0%)    | 1 (0,4%)    |
| Хиспаноамериканци | 0 (0,0%)    | 1 (0,4%)    |
| Укупно            | 334         | 266         |